# والیبال در المپیک تابستانی ۲۰۱۲ – مسابقات گزینشی زنان
مسابقات والیبال در المپیک ۲۰۱۲، سیزدهمین حضورش را در مسابقات المپیک تجربه کرد. این مسابقات تحت نظر اف‌ای‌وی‌بی و با همراهی کمیته بین‌المللی المپیک برگزار شد. زمان شروع مسابقات ۲۹ جولای (۸ مرداد) تا ۱۲ آگوست ۲۰۱۲ (۲۲ مرداد ۱۳۹۱) در لندن، بریتانیا کبیر بود. 

## مسابقات انتخابی
| روش انتخابی                     | تاریخ                | ورزشگاه           | مجوز | منتخب                               |
| ------------------------------- | -------------------- | ----------------- | ---- | ----------------------------------- |
| کشور میزبان                     | —                    | —                 | ۱    | بریتانیای کبیر                      |
| جام‌جهانی ۲۰۱۱                   | ۴ تا ۱۹ نوامبر ۲۰۱۱  | ژاپن              | ۳    | ایتالیا · ایالات متحده آمریکا · چین |
| مسابقات انتخابی آفریقا          | ۲ تا ۴ فوریه ۲۰۱۲    | بیلدا، الجزایر    | ۱    | الجزایر                             |
| مسابقات گزینشی زنان             | ۲۷آپریل تا ۶ می ۲۰۱۲ | تیخوانا، مکزیک    | ۱    | دومینیکن                            |
| گزینشی زنان اروپا               | ۱–۶ می ۲۰۱۲          | استانبول، ترکیه   | ۱    | ترکیه                               |
| مسابقات انتخابی آمریکا          | ۸ تا ۱۴ می ۲۰۱۲      | سائوپائولو، برزیل | ۱    | برزیل                               |
| مسابقات گزینش چهانی زنان ۲۰۱۲   | ۱۹–۲۷ می ۲۰۱۱        | توکیو، ژاپن       | ۳    | روسیه · کرهٔ جنوبی · صربستان         |
| مسابقات گزینشی المپیک-زنان ۲۰۱۲ | ۱۹–۲۷ می ۲۰۱۱        | توکیو، ژاپن       | ۱    | ژاپن                                |
| مجموع                           | مجموع                | مجموع             | ۱۲   |                                     |

##### نحوه انتخاب تیم‌ آسیایی
- طبق قوانین، مسابقات گزینشی آسیا، با مسابقات گزینشی جهانی برگزار می‌شود و تیم برتر آسیایی، به جز تیم اول، به مسابقات المپیک راه خواهد یافت.

## ورزشگاه
- ارل کورت اکزیبشن سنتر، لندن، انگلستات، پادشاهی متحده

## قرعه‌کشی مسابقات
| گلدان الف      | گلدان ب             |
| -------------- | ------------------- |
| بریتانیای کبیر | ایالات متحده آمریکا |
| ژاپن           | برزیل               |
| ایتالیا        | چین                 |
| روسیه          | صربستان             |
| دومینیکن       | ترکیه               |
| الجزایر        | کرهٔ جنوبی           |